# Valēntin Čēṙnikov
Valēntin Michajlovič Čēṙnikov (in armeno Վալէնտին Չէռնիկով?, in russo Валентин Михайлович Черников?; Erevan, 1º aprile 1937 – Nižnij Novgorod, 5 gennaio 2002) è stato uno schermidore sovietico, vincitore di una medaglia di bronzo nella scherma ai giochi olimpici.